# Nicolaus Otto

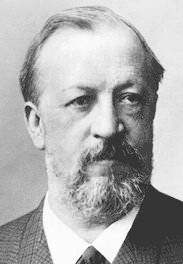
Nicolaus Otto

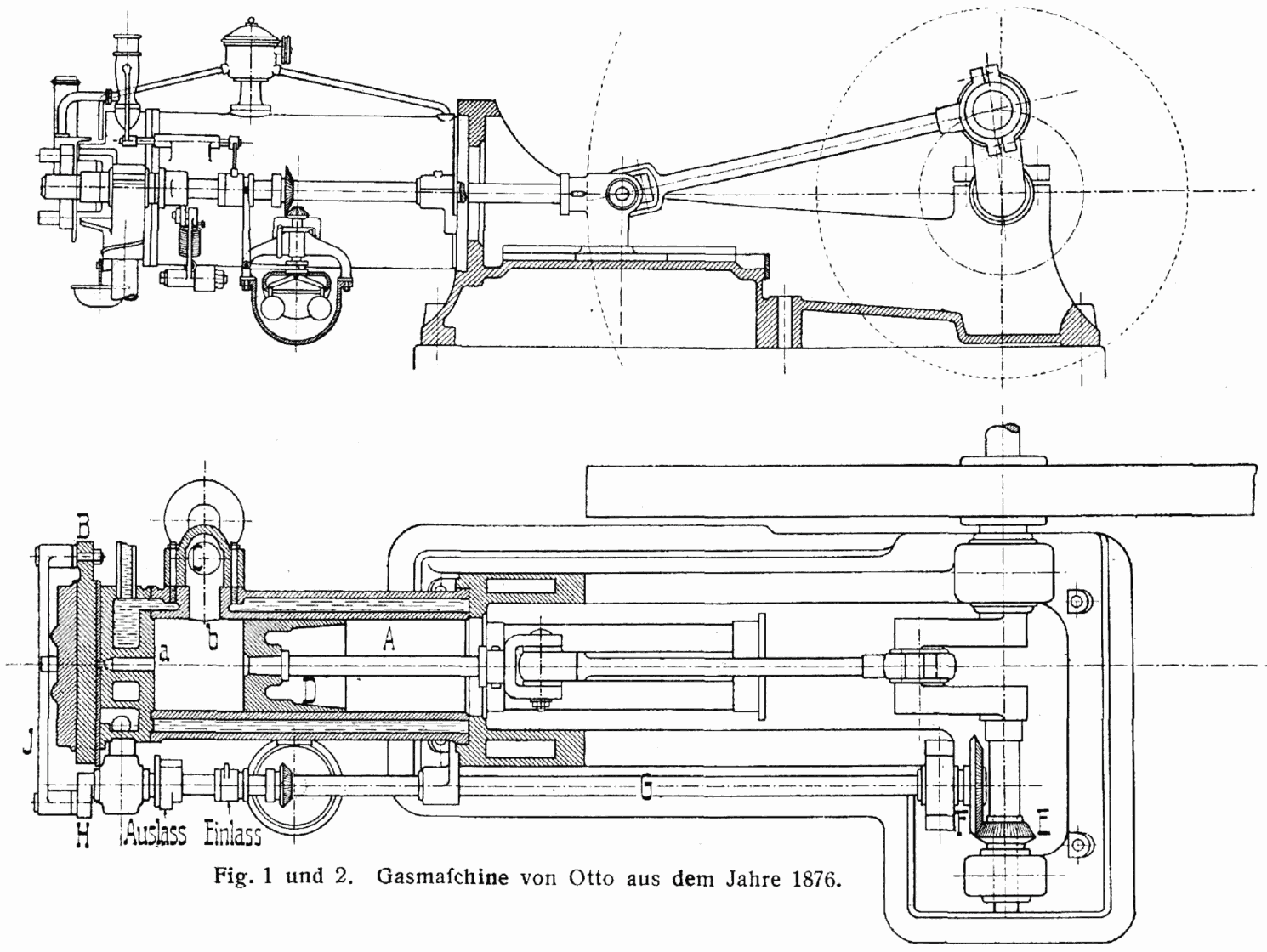
Gaskraftmaschine 1876

Nicolaus August Otto (Holzhausen, 14 juni 1832 – Keulen, 26 januari 1891) was de mede-uitvinder van de verbrandingsmotor in 1867 en de stichter van de gasmotorenfabriek Deutz AG. (Vader van Gustav Otto, medeoprichter van Bayerische Motoren Werke AG (BMW) met Karl Rapp in 1917.)

## Biografie
Als jongeman begon Otto te experimenteren met motoren. In 1864 kwam Otto, die in zijn vrije tijd aan de verbetering van de atmosferische motor van de Belg Étienne Lenoir werkte, in contact met Carl Eugen Langen. De technisch opgeleide Langen zag het potentieel van de ontwikkelingen van Otto en stichtte één maand na hun ontmoeting de eerste motorenfabriek ter wereld, N.A. Otto & Cie. In 1867 had het bedrijf zijn eerste motor klaar: een atmosferische motor. Op de Parijse wereldtentoonstelling van 1867 won deze verbeterde gasmotor, een flugkolbenmotor, de gouden medaille.
Nadat de eerste fabriek failliet was gegaan, stichtte Otto samen met Langen in 1867 in Deutz met vreemd kapitaal een nieuwe fabriek voor de bouw van gasmotoren, de Gasmotorenfabrik Deutz, het huidige Deutz AG, dat later overging in het concern Klöckner-Humboldt-Deutz (KHD), dat op zijn beurt overging in IVECO. Otto's schulden ter waarde van 18.000 taler werden overgenomen door Eugen Langen. Om de technische kant van de productie te verzekeren, wierf men de technici Gottlieb Daimler en Wilhelm Maybach aan. Nu kon Otto zijn oude idee van een viertaktmotor productierijp maken. In 1867 ontwikkelde hij de eerste viertaktmotor of ottomotor.
Het viertaktprincipe werd voor het eerst in 1876 beschreven. In 1886 werd de patentaanvraag echter ongeldig verklaard, omdat het principe in 1862 was beschreven door een andere uitvinder, Alphonse Beau de Rochas, in zijn schrijven over de cyclus van Beau de Rochas.
In 1911 stichtte zijn 28-jarige zoon Gustav Otto de firma Gustav Otto Flugmaschinenwerke, een fabriek voor vliegtuigmotoren op basis van motoren die door zijn vader waren uitgevonden. Zijn bedrijf werd op 21 juli 1917 Bayerische Motoren Werke AG na een fusie met de firma Rapp Motoren Werke van Karl Rapp.
- Bibliothèque nationale de France: cb17709965k (data)
- Gemeinsame Normdatei: 118590855
- International Standard Name Identifier: 0000 0000 2628 6116
- Library of Congress Control Number: n82025169
- Nationale Bibliotheek van Tsjechië: xx0241150
- Nationale en Universitaire bibliotheek Zagreb: 000058295
- Nederlandse Thesaurus van Auteursnamen: 070876266
- SNAC: w6df8ztd
- Système universitaire de documentation: 169611299
- Virtual International Authority File: 18014523
- WorldCat: E39PBJvRXCfGPJWHXkkQrbFtKd